# Hassan Masallam
Hassan Masallam (arab. ‏حسن مسالم‎, ur. 16 lutego 1960) – saudyjski lekkoatleta, sprinter.
Brał udział w sztafecie 4 × 400 metrów na Letnich Igrzyskach Olimpijskich 1976.